# Punch Imlach

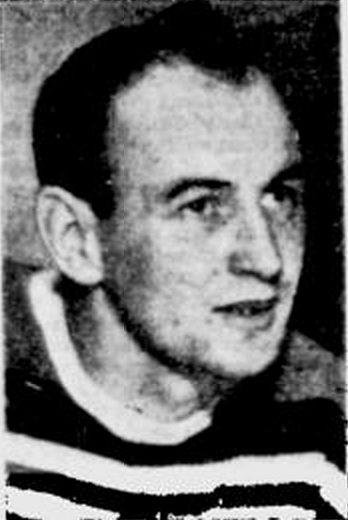
Punch Imlach

George „Punch“ Imlach (* 15. März 1918 in Toronto, Ontario; † 1. Dezember 1987) war ein kanadischer Eishockeytrainer und General Manager in der National Hockey League. In beiden Positionen arbeitete er für die Toronto Maple Leafs und die Buffalo Sabres. Mit den Maple Leafs konnte er mehrere Stanley-Cup-Siege feiern. Er ist seit 1984 Mitglied der Hockey Hall of Fame.

## Karriere

### Anfang in unteren Ligen
In Toronto geboren, spielte er in seiner Jugend bei den Toronto Young Rangers in der OHA und schloss sich später den Toronto Goodyears und den Toronto Marlboros an. Während des Zweiten Weltkrieges hatte er zum ersten Mal die Möglichkeit ein Team zu trainieren, als er in die Armee eingezogen wurde. Nachdem man ihn aus der Armee entlassen hatte, erhielt er eine Einladung zum Trainingscamp der Detroit Red Wings aus der NHL, doch da er der Meinung war, dass er während des Wehrdienstes zu viel an Gewicht zugenommen hatte, sagte er ab.
Er arbeitete daraufhin in Québec City für das Unternehmen Pulp and Paper. 1945 begann für das dem Unternehmen gehörende Team Quebec Aces in der QSHL zu spielen. Später übernahm er die Posten als Trainer und General Manager und wurde Mitbesitzer der Aces. Unter seiner Führung spielte der spätere NHL-Superstar Jean Béliveau bei den Aces, den Imlach als den besten Spieler aller Zeiten ansah.
1956 stieg Imlach ins professionelle Eishockeygeschäft ein und wurde General Manager der Springfield Indians, dem AHL-Farmteam der Boston Bruins. Während der Saison setzte er sich selbst als Trainer des Teams ein, wurde aber nach der Saison durch Teambesitzer Eddie Shore von allen Ämter entbunden.

### Toronto Maple Leafs
Im Juli 1958 erhielt Imlach den Posten als Assistant General Manager der Toronto Maple Leafs. Das Team hatte keinen Manager, sondern wurde von einem siebenköpfigen Komitee geleitet, das von Stafford Smythe angeführt wurde und dem nun auch Imlach angehörte. Wenige Monate später wurde mit Punch Imlach doch ein General Manager benannt und kurz darauf übernahm er den Posten als Cheftrainer ebenfalls. Er führte das Team in der Saison 1958/59, die noch mit sechs Mannschaften gespielt wurde, vom letzten Platz in die Play-offs und ins Finale um den Stanley Cup.
Den ersten Stanley-Cup-Sieg konnte er mit den Maple Leafs 1962 feiern und ließ 1963, 1964 und 1967 noch drei weitere folgen.
Imlach zeigte während seiner Zeit in Toronto, dass er ein schwieriger Charakter ist, der seine eigenen Methoden hatte, um das Team und die Spieler nach vorn zu bringen. So schikanierte er Jahre lang Frank Mahovlich, der zweimal das Team verlassen musste, weil er am Rande des Nervenzusammenbruchs war. Danach brachte er Höchstleistungen, die ihm später zur Aufnahme in die Hockey Hall of Fame verhalfen. Eine andere Methode war, die Vertragsverhandlungen der Spieler bis kurz vor den Saisonbeginn ins Trainingscamp zu verlagern, da er sich dadurch versprach, dass die Spieler durch die unsichere Zukunft noch mehr Leistung in der Saisonvorbereitung bringen würden. Meist setzte er über 15 Vorbereitungsspiele an, für die das Management keine Gehälter an die Spieler zahlen musste, bei denen aber durch Zuschauereinnahmen Geld in die Kasse floss. Dass für Imlach eigene Gesetze galten, mussten besonders die Spieler erfahren, die in die 1967 gegründete Spielergewerkschaft NHLPA eingetreten waren, da er sie fortan verschmähte und verunglimpfte. Doch waren Spieler loyal zu ihm, so gab er es ihnen in Form von Vertrauen auch zurück.
So groß der Erfolg auch war, musste man zugeben, dass er nicht immer das richtige Gespür für gute Geschäfte hatte. 1963 gab er die Spieler Dick Duff und Bob Nevin sowie drei junge Talente an die New York Rangers ab und holte sich dafür die erfahrenen Andy Bathgate und Don McKenney. Zwar holten die Maple Leafs mit den neuen Spielern gleich den Stanley Cup, doch nach nur einem Jahr verließen sie wieder das Team, während Duff und Nevin mit New York und anderen Teams erfolgreiche Jahre hatten. Auch den Weggang des jungen Torhüters Gerry Cheevers, der in Boston eine große Karriere hatte, musste sich Imlach auf seine Fahnen schreiben.
Im Dezember 1968 schlug der Präsident der Maple Leafs, Stafford Smythe, vor, dass John McLellan den Posten als Trainer übernimmt, doch Imlach weigerte sich und entschied, sich weiterhin alleine um die Mannschaft zu kümmern. In den Play-offs kam dann ein überraschend deutliches Aus gegen die Boston Bruins und Punch Imlach wurde entlassen. Einige Spieler stellten sich hinter ihren Trainer und sagten, dass sie nicht mehr für Toronto spielen würden, sollte Imlach gehen. Doch an der Entscheidung von Präsident Smythe war nichts zu ändern.

### Buffalo Sabres
Kurz nach seiner Entlassung gingen viele davon aus, dass er in die Organisation der Vancouver Canucks einsteigen würde, die 1970 in ihre erste NHL-Saison starten sollten. Doch dazu kam es nicht und Imlach wurde Trainer und General Manager der Buffalo Sabres, die sich zum gleichen Zeitpunkt der NHL anschlossen.
Bereits im NHL Expansion Draft 1970, in dem sich die neuen Teams Spieler der bereits bestehenden Teams aussuchen konnten, sorgte Imlach für Unmut bei einigen Leuten. Boston’s General Manager Milt Schmidt hatte geplant nach dem Draft Stürmer Tom Webster zu den Detroit Red Wings zu transferieren um Torhüter Roger Crozier dafür zu bekommen, weshalb er Imlach darüber informierte und ihn bat Webster nicht im Expansion Draft auszuwählen. Schmidt war sich sicher, dass er mit Imlach eine Absprache hatte, doch der wählte gleich mit seinem ersten Wahlrecht Webster aus und transferierte ihn selbst zu den Red Wings für Torhüter Crozier.
Mit dem ersten Draftpick im NHL Amateur Draft 1970 holte er Gilbert Perreault und traf damit eine wichtige Entscheidung, denn Perreault sollte insgesamt 17 Saisons für das Team spielen und auf Grund seiner guten Leistungen später in die Hockey Hall of Fame aufgenommen werden.
Während der Saison 1971/72 erlitt Imlach einen Herzinfarkt und gab daraufhin den Posten als Trainer auf. Doch er baute das Team als General Manager weiterhin auf, das es schon in der Saison 1974/75 in das Stanley-Cup-Finale schaffte.
Zu Beginn der Saison hatte Imlach wieder für Schlagzeilen gesorgt, als er im NHL Amateur Draft 1974 in der letzten Runde mit Taro Tsujimoto den ersten Japaner in der Geschichte der NHL ausgewählt hatte. Die Zeitung berichteten darüber und mehrere NHL-Rekordbücher enthielten dies ebenfalls, doch wenige Wochen später stellte sich heraus, dass sich Imlach einen Scherz erlaubt hatte und einfach einen Namen aus einem Telefonbuch von Buffalo herausgesucht hatte. Mit diesem Scherz wollte er seine Abneigung gegenüber dem Draft-System zum Ausdruck bringen.
Im Laufe der Jahre gerät er immer wieder mit Spielern aneinander, besonders mit Mannschaftskapitän Jim Schoenfeld, den Imlach öffentlich kritisiert hatte.
Nach dem Ausscheiden in der zweiten Playoffrunde in der Saison 1977/78 versprach Imlach, dass es entscheidende Änderungen im Kader geben werde, die jedoch nie eintraten. Als die Sabres schwach in die nächste Saison gestartet waren, wurde Imlach im Dezember 1978 entlassen.

### Rückkehr zu den Maple Leafs
Im Juli 1979 kehrte Imlach als rechte Hand von Teambesitzer Harold Ballard zu den Toronto Maple Leafs zurück, allerdings sollte sich seine Rückkehr als nicht besonders positiv für das Team entwickeln. So löste er mit der Zeit das Team auf, das sich 1978 bis ins Halbfinale der Playoffs gekämpft hatte. Bereits an seinem ersten Arbeitstag hatte er in den Medien verkündet, dass das Team nur fünf bis sechs gute Spieler in seinen Reihen habe. Er führte außerdem eine Vorschrift ein, dass die Spieler nur in Anzug und Krawatte das Büro der Teamführung betreten durften. Tiger Williams verstieß mehrfach dagegen und musste insgesamt 500 US-Dollar Strafe zahlen.
Auch diesmal geriet er schnell mit einigen Spielern aneinandern, allen voran Mannschaftskapitän Darryl Sittler. Imlach versuchte die Autorität von Sittler in den Reihen der Mannschaft zu untergraben. Später versuchte er per einstweiliger Verfügung einen Fernsehauftritt von Sittler und Mannschaftskamerad Mike Palmateer zu verhindern. Da Sittler eine Klausel in seinem Vertrag stehen hatte, die es dem Team verbot, ihn zu einem anderen Team zu transferieren, versuchte Imlach Sittler auf einem anderen Wege zum Verlassen des Teams zu bewegen, indem er dessen besten Freund Lanny McDonald zu den Colorado Rockies schickte. Die Veränderungen innerhalb des Kaders sollten zu einer 13-jährigen Talfahrt führen.
Später bot Imlach Sittler den Buffalo Sabres im Tausch für seinen ehemaligen Schützling Gilbert Perreault an, doch die Sabres lehnten ab. Auf der anderen Seite lehnte Imlach ein Angebot der Philadelphia Flyers ab. Im März 1980 ernannte er sich selbst zum Cheftrainer der Maple Leafs, übergab den Posten aber bald Joe Crozier, der schon in Buffalo unter Imlach Trainer war.
Im August 1980 stand ein Wechsel von Darryl Sittler zu den Québec Nordiques kurz bevor, als Imlach einen Herzinfarkt erlitt. Teambesitzer Ballard nutzte die Chance und machte sich selbst zum General Manager und führte Gespräche mit Sittler, der schließlich doch in Toronto blieb. Außerdem erhielt Borje Salming einen neuen Vertrag, den Imlach abgelehnt hatte. Ende des Jahres war Imlach wieder zurück und übte weiter seine Tätigkeit als General Manager aus.
Im September 1981 musste sich Imlach nach seinem dritten Herzinfarkt einer Bypass-Operation unterziehen. In der Zeit übernahm erneut Teambesitzer Ballard die Geschicke der Maple Leafs und erklärte, dass Imlach wegen seiner gesundheitlichen Probleme als Generalmanager ausscheidet. Im November wollte Imlach seine Arbeit fortsetzen, doch als er erfuhr, dass sein Parkplatz am Maple Leaf Gardens mittlerweile auf jemand anderen umgeschrieben wurde und Gerry McNamara neuer GM der Maple Leafs war, kehrte er nicht mehr zur Organisation zurück.
Im November 1985 erlitt er einen vierten Herzinfarkt und starb 1987 an den Folgen eines fünften im Alter von 69 Jahren.
Nach all seinen Erfolgen wurde er 1984 in die Hockey Hall of Fame aufgenommen.

## Erfolge
- Stanley Cup 1962, 1963, 1964 und 1967